# Ягуар
Ягуа́р, пантера ягуар (Panthera onca) — третій за розмірами у світі та найбільший та найсильніший представник родини котячих у Новому світі. Зовнішньо схожий на леопарда, проте за екологічними характеристиками скоріше нагадує тигра. Має надзвичайно потужний укус, навіть у порівнянні з іншими великими кішками. Ягуар здатен прокусити панцир броньованих рептилій та використовує незвичайний спосіб вбивства: кусає безпосередньо через череп жертви між вухами, щоб завдати смертельного укусу в мозок.

## Область поширення
Ареал ягуара тягнеться від центральної Америки до боліт і сельви Мату Гросу, а також півночі Аргентини. Найкрупніші ягуари мешкають в бразильському штаті Мату-Гросу. Ягуари повністю винищені в Сальвадорі та Уругваї.
Основні місця проживання ягуара — тропічні дощові ліси та злаковники, але звір зустрічається і в семіарідних районах, зарослих ксерофітними чагарниками. Його зустрічали в гірських лісах, на висоті до 2000 м, і на океанському узбережжі, де хижак відшукує і викопує черепашачі яйця.
Викопні рештки ягуара датуються пізнім пліоценом (приблизно 2 млн років). В ті часи ягуар населяв весь південь нинішніх США (останні ягуари були тут винищені близько 1900 року). Зараз ареал ягуара скоротився до третини від початкового.

## Назва
Назва ймовірно походить від yaguara (jaguarete), що означало «звір, що вбиває одним стрибком». У деяких індіанців Амазонії, наприклад, тупі, ягуар називається схоже — iawa, iawaraté. Цікаво, що в гуарані «jagua» означає «собака». Наукова назва Panthera onca, перекладається як «ловець» і «колючка, шпилька» (маються на увазі могутні кігті ягуара).

## Зовнішній вигляд
Довжина тіла без хвоста 1,1–1,9 м, хвіст 45–75 см, маса 36–113 кг, в окремих випадках понад 120 кг. Рекорд становить 158 кг. Самиця на 20 % менша і легша. Звичайний нормальний дорослий самець великого підвиду важить приблизно 90–100 кг.

## Спосіб життя і живлення
Спосіб життя ягуарів усамітнений. Як і всі хижі кішки, ягуари — територіальні звірі; площа території одного ягуара займає від 25 (у самиць) до 100 квадратних кілометрів, залежно від ландшафту і кількості дичини, а також статевої приналежності звіра. Як правило, мисливська ділянка самця нагадує за формою трикутник. На своїй території самець полює 3-4 дні в певному районі, а потім переходить на іншу ділянку. Крім того, звір навідується до певних «прикордонних точок» через кожних п'ять або п'ятнадцять днів. З цієї причини ягуар є справжнім бродягою, таким, що постійно «бродить» сельвою. Ягуар украй нетерпимий до інших котячих на своїй території, але досить миролюбний до своїх родичів і мисливські території ягуарів часто перетинаються.
Ягуар є сутінковим хижаком. Його найактивніші мисливські години припадають на час після заходу сонця (приблизно з 18.30 до 21.30) і перед світанком (03.00 до 06.00).

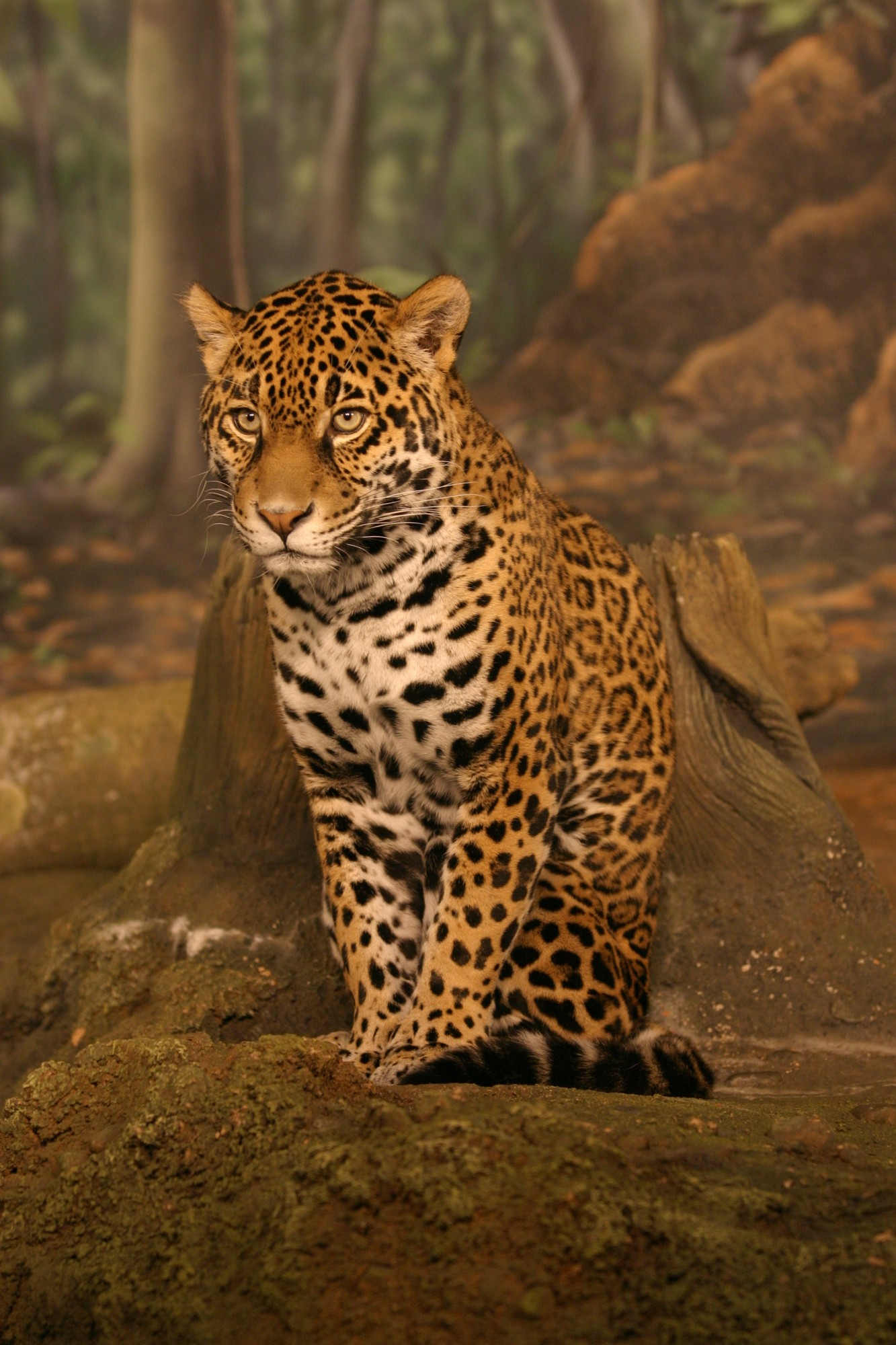
Сидячий ягуар

Основна його здобич — капібари і копитні на зразок болотного і білохвостого оленів, мазами, пекарі й тапірів, але він нападає також на птахів, мавп, лисиць, змій, гризунів. Полює ягуар і на черепах — його могутні щелепи здатні розкусити їх панцир. На відміну від пуми, ягуар охоче і часто нападає на худобу. Хижак відмінно плаває і рідко відпускає жертву, яка шукає порятунку у воді. Він також викопує з піску на узбережжі океану черепашачі яйця, іноді кидається на сплячих алігаторів або вихоплює з води рибу.
Улюблений метод полювання ягуара — це засідка у високій траві або на дереві. Зазвичай таку засідку він влаштовує на березі водоймища в траві або на стежках, ведучих до водопою. При нападі на жертву ягуар, як правило, стрибає на неї зі спини або з боку, хапаючи за шию. Найчастіше при атаці худоби ягуар прагне повалити жертву, яка смертельно травмується у момент падіння. У більшості корів, загиблих від атаки ягуарів, були зламані шийні хребці в результаті падіння, а голови при цьому — майже закинуті на спину. На відміну від інших великих котячих, ягуар іноді прокушує жертві череп. Якщо жертва виявила засідку і кинулася врозтіч, ягуар ніколи її не переслідує.
Мисливці Бразилії приписують ягуарові здатність гіпнозувати свою жертву.
Вбивши здобич, ягуар починає свою трапезу з голови, поступово просуваючись до її задньої частини. Якщо жертва велика, хижак залишається біля неї, вгамовуючи голод у два прийоми, з інтервалом в 10–12 годин. Характерно, що ягуар майже не харчується падлом, а до решток своєї жертви не повертається.
На полюванні звір видає низьке уривисте, горлове бурчання, а ночами та в шлюбний період оглушливо реве. За індіанським повір'ям, ягуар здатний імітувати будь-який крик птахів або тварин, щоб заманити їх.
Нападів ягуарів на людей відомо дуже мало, а неспровокованих нападів ще менше. Людоїдство серед цих хижаків — явище виняткове. Найчастіше ягуар нападає, коли захищається. Якщо ягуара не провокувати, він зазвичай неагресивний, а швидше цікавий і часто переслідує людину по лісу, не проявляючи ворожих намірів, проте зрідка кидається і на людей.
Люди, що зустріли несподівано ягуара в гущавині, переживали дивне почуття пошани і якогось здивування. От як про зустріч з ягуаром писав англійський мандрівник і зоолог Т. Сандерсон: «Я сильно здригнувся від несподіванки, коли наріст раптом змінив контури та почав поволі підійматися стовбуром. Я повинен звернути вашу увагу на нез'ясовний і дуже цікавий факт: хоча тварина, яку я безпомилково впізнав за силуетом, була хижаком, я не відчував нічого схожого на те надзвичайне відчуття несвідомого жаху, яке відчуваєш побачивши леопарда в Західній Африці, що пронизує вас з голови до п'ят. Переді мною на дереві в яких-небудь дванадцяти футах припав до стовбура ягуар: у місячному сяйві звір здавався величезним, як справжній вибілений місяцем динозавр, але того дурманячого, нудотного жаху він у мене не викликав».
У неволі ягуар доживає до 22–25 років.
Швидко бігає, лазить по деревах і добре плаває.

## Розмноження
Певного сезону розмноження у ягуара немає. Самиця готова до спаровування на третій рік життя. Хоча ягуар — самітна тварина, в період весіль вони можуть збиратися невеликими групами. Характерно, що поєдинків між самцями майже не буває, а вибір партнера повністю залежить від самиці. Після такого вибору наречена переходить на територію обранця. Самець залишається з самицею тільки на період спаровування.
Приблизно через 100 днів після зачаття в лігві серед каменів, в густому чагарнику або дуплі самиця народжує двох-чотирьох дитинчат. У їх візерунку більше чорного, ніж у батьків, причому він складається не з розеток, а з суцільних плям. У лігві молоді ягуари проводять шість тижнів, а з матір'ю полюють до тих пір, поки не підшукають собі відповідну територію для полювання.

## Ягуар в історії
У культурах доколумбової Америки ягуар, наймогутніший представник фауни Південної Америки, користувався особливою увагою і почестями. Ольмеки ототожнювали себе з ягуаром; він був головним героєм ольмекського культу і займав в пантеоні богів центральне місце. Зображення ягуара можна було знайти на кам'яних скульптурах і вівтарях цього народу. Мая, що жили в Центральній Америці вважали ягуара (balam) першопредком — троє з чотирьох перших людей носили імена B'alam K'itze (Ягуар-Кедр), B'alam Aq'ab (Ягуар-Ніч) і Ik'ib'alam (Темний Ягуар). Як символ влади, шкури ягуарів і шоломи у формі їх голів носили вожді. У культурі ацтеків бог Теськатліпока часто перетворювався на ягуара, чия плямиста шкура втілювала візерунок зоряного неба.

## Ягуар в літературі
Борхес оповідає про ацтекського мага Тсинакане, що читає нетлінні письмена, залишені богом на шкурі ягуара.

## Статус популяції

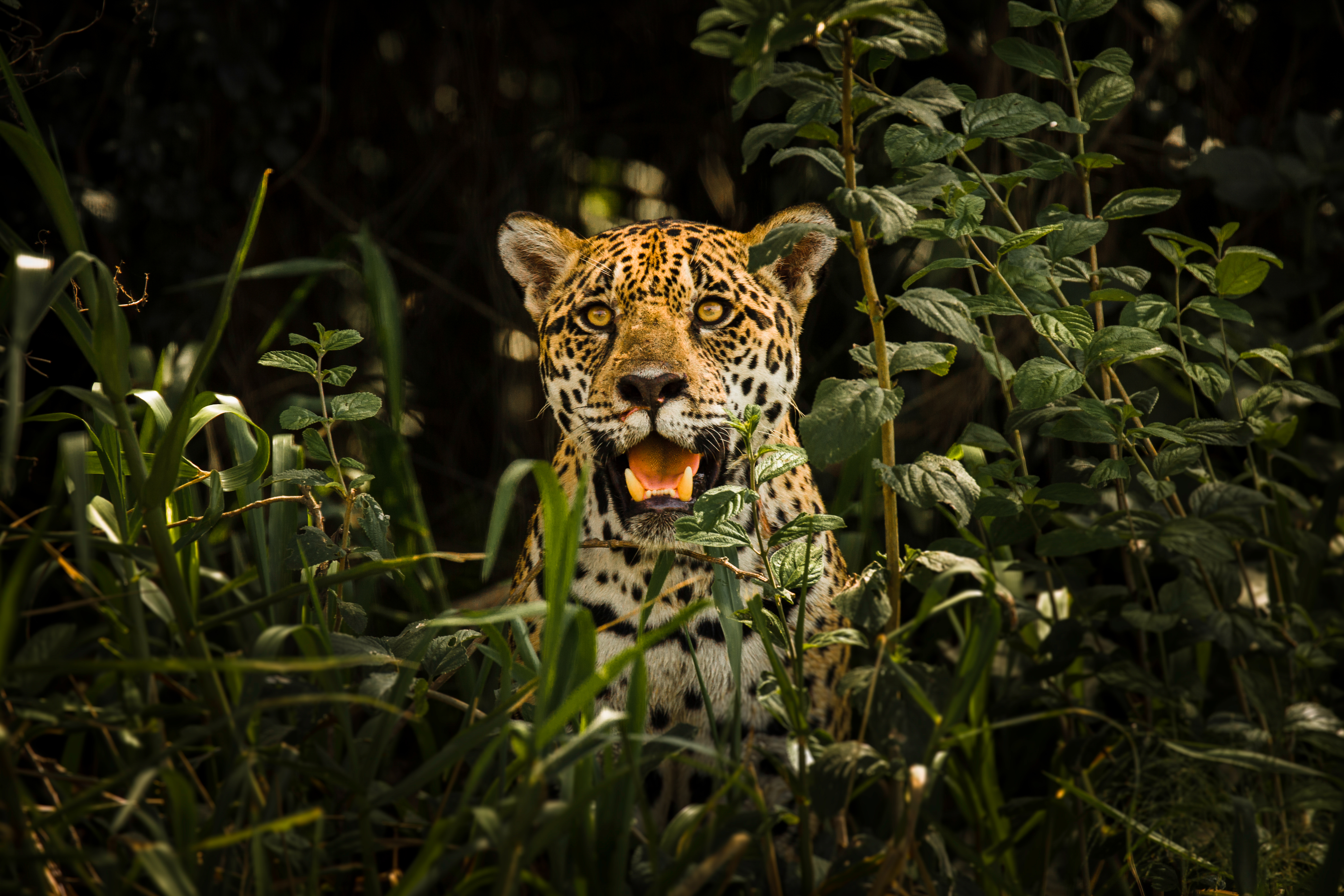
Ягуар у бразильському Пантаналі

На значній частині свого колишнього ареалу цей вид майже або повністю винищений. Зіграли свою роль зміна людьми природних місць проживання ягуарів, промисел ради цінного хутра, а також відстріл скотарями, що побоювалися за безпеку своїх стад.
Згідно з критеріями Міжнародного союзу охорони природи ягуар належить до видів, статус яких є близьким до загрозливого. У багатьох країнах вид перебуває під охороною. Відстріл ягуарів дозволено в обмежених обсягах у Бразилії, Мексиці та деяких інших країнах. У Болівії дозволено полювання заради трофеїв.

## Цікаві факти
Нижче наведені факти є сумнівними:
Відомий випадок, коли ягуар пішов на відстань 800  км від того місця, де його помітили. З п'яти великих пантерових лев, тигр, леопард і сніжний барс легко схрещуються між собою в неволі, а ягуар піддається схрещуванню тільки з левом. Індіанці Амазонії розповідають, що ягуари виходять з гущавини лісу і грають з дітьми.